# Gomboussougou (département)
Gomboussougou ou Gombousougou est un département et une commune rurale de la province du Zoundwéogo, situé dans la région du Centre-Sud au Burkina Faso. En 2019, la commune comptait 70 710 habitants. 

## Géographie

### Relief
La commune est située dans une pénéplaine légèrement inclinée au sud avec des pentes douces d’altitudes variant entre 250 et 300 m. Le relief présente des alignements de collines birrimiennes dont une chaîne se trouve dans la zone de Zourma-Kita. Le modelé des versants est sensiblement convexe, avec un réseau hydrographique plus encaissé. En dehors de ces collines, le reste du relief est constitué de formations cuirassées, d’affleurements rocheux et d’inselbergs. 
Le territoire communal se répartit en quatre types de sols qui sont : les vertisols, les lithosols, les sols hydromorphes, les sols halomorphes

### Hydrographie
L’hydrographie est constituée de cours d’eau et de mares naturelles temporaires dépendantes de la pluviométrie. Elle se caractérise par trois importants plans d’eau, à savoir les barrages de Boussougou, de Zourma-Kita et le lac de Bagré qui constitue l’un des plus importants plans d’eau de la province. L’importance des cours d’eau se traduit par l’abondance des bas-fonds dans le département de Gomboussougou.  

### Climat
Le département de Gon-Boussougou située dans la province du Zoundweogo, est l’une des zones les plus arrosées du Burkina Faso. Elle se situe entre l’isohyètes 750 et 1 200 mm, en zone nord-soudanienne. Ce climat est caractérisé par l’alternance d’une saison humide allant de mai à septembre et d’une saison sèche d’octobre à avril. 

### Végétation
La végétation de Gomboussougou est composé de forêts galeries, de savane arborée, de savane arbustive. Le couvert végétal présente un potentiel ligneux important, surtout avec la présence du parc national Kaboré-Tambi (PNKT). Les espèces les plus rencontrées sont, entre autres les Vitellaria paradoxa (karité), Lannea acida, Lannea microcarpa, Acacia seyal, Balanites aegyptiaca, Parkia biglobosa (néré) dans les glacis. La végétation exotique est constituée des espèces suivantes : Eucalyptus camaldulensis, Mangifera indica, Psidium guajava, Azadirachta indica notamment. La strate herbacée est composée de graminées annuelles telles le Loudetia togoensis et l'Andropogon.  
En général, cette végétation connait une forte dégradation due aux aléas climatiques, aux actions anthropiques et à la pression démographique.

### Faune et ressources halieutiques
La faune abondante sur le territoire communal est constituée des espèces telles que : les hippopotames, les singes rouges (patas) ou Cercopithecus patâs vivant en petits groupes, les lièvres africains ou Lepus SP, les petites antilopes telles que les ourebis ou Ourebiaourebi.  
Parmi la faune aviaire, on note la présence de vautours (percnoptère) ou Necrosyrte monachus, les pintades communes ou Numida méleagris de Francolinus bicalcaratu, les tourterelles, etc. On note la présence de colonies de crocodiles dans la plupart des plans d’eau

## Administration

### Villages
Le département comprend une petite ville chef-lieu (qui cependant a encore le statut de village et n'est pas subdivisée en secteurs urbains) :
- Gon Boussougou (10 314 hab.)[2]

et vingt-huit autres villages :
- Boébango (1 300 hab.)
- Bougouré (364 hab.)
- Bourzem (1 248 hab.)
- Dassanga (2 238 hab.)
- Dindéogo (1 373 hab.)
- Dirzé (2 277 hab.)
- Foungou (1 370 hab.)
- Gnétaya (1 626 hab.)
- Gnimitenga (284 hab.)
- Gombo-Bourfou (761 hab.)
- Goulagon (1 174 hab.)
- Goyenga (3 082 hab.)
- Kipala de Dassanga (624 hab.)
- Kipala de Gnétaya (308 hab.)
- Korguéreya (1 774 hab.)
- Léoupo (1 433 hab.)
- Médiga (4 265 hab.)
- Mounibaogo (996 hab.)
- Nombira (1 258 hab.)
- Nomboya (573 hab.)
- Nongnan (526 hab.)
- Saré-Peulh (603 hab.)
- Taya (641 hab.)
- Tiéré (414 hab.)
- Tinguemnoré (1 411 hab.)
- Yalga (1 045 hab.)
- Yarsipiga (628 hab.)
- Zourma-Kita (2 510 hab.)